# ロバート・ダンカン (詩人)
ロバート・ダンカン（Robert Duncan、1919年1月7日 - 1988年2月3日）はアメリカ合衆国の詩人。

## 来歴
カリフォルニア生まれ。ブラック・マウンテン・カレッジで教授をしながら、ビート・ジェネレーションの詩人たちと交流を持った。1950年代サンフランシスコの詩人たちのリーダー格であった。チャールズ・オルソンやロバート・クリーリーとともにブラックマウンテン派の詩人と称された。

### Audio links
- The Vancouver 1963 Poetry Conference
- Duncan at PENNsound
- The Academy of American Poets
- Poetry and Literature
- PoetryFoundation.org
- Naropa University Audio Archive

| スタブアイコン | サブスタブ | この項目は、まだ閲覧者の調べものの参照としては役立たない、人物に関連した書きかけの項目です。この項目を加筆・訂正などしてくださる協力者を求めています（P:人物伝/PJ:人物伝）。 |